# Coleção Peggy Guggenheim
A Coleção Peggy Guggenheim é um museu localizado no Grande Canal, em Veneza, Itália  inaugurado em 1951 no Palazzo Venier dei Leoni. É um dos vários museus da Fundação Solomon R. Guggenheim.
Contendo principalmente a coleção pessoal de arte de Peggy Guggenheim (1898-1979), ex-esposa do artista Max Ernst e sobrinha de Solomon Robert Guggenheim, este museu abriga uma coleção um tanto pequena e mais idiosincrática que as dos outros museus Guggenheim. Entretanto, os trabalhos expostos incluem alguns dos proeminentes modernistas americanos e futuristas italianos. As peças da coleção abrangem o cubismo, o surrealismo e o expressionismo abstrato. Estes incluem notáveis obras de Pablo Picasso, Salvador Dalí, Magritte, Constantin Brancusi (incluindo uma escultura da série "Bird in Space") e Jackson Pollock.

## Localização
A coleção está no Palazzo Venier dei Leoni, um inacabado palácio do século XVIII que nunca foi construído além do térreo. Em uma sala, o museu exibe algumas pinturas de sua filha Pegeen Vail. Nos pátios entre os principais edifícios há jardins que abrigam uma extensa coleção de obras. A Coleção Peggy Guggenheim é o mais importante museu italiano de arte americana e européia da primeira metade do século XX. Philip Rylands é o atual diretor do museu.

## Acervo
A coleção se baseia principalmente no acervo de arte pessoal de Peggy Guggenheim, ex-esposa do artista Max Ernst e uma sobrinha do magnata da mineração, Solomon R. Guggenheim. Ela recolheu as obras principalmente entre 1938 e 1946, comprando obras na Europa "em sucessão vertiginosa" quando a Segunda Guerra Mundial começou e, mais tarde, na América, onde descobriu o talento de Jackson Pollock, entre outros . O museu abriga uma seleção de obras da arte moderna. Seu cenário pitoresco e coleção respeitada chegam a atrair cerca de 400 mil visitantes por ano. Os trabalhos em exibição incluem os de futuristas italianos proeminentes e modernistas americanos. As peças da coleção abrangem o cubismo, o surrealismo e o expressionismo abstrato. 